# Брусник (Србац)
Брусник (серб. Брусник) — населенный пункт в общине Србац, который принадлежит энтитету Республике Сербской, Босния и Герцеговина. По результатам югославской переписи населения 1991 года в Бруснике проживало 176 человек.

## Население
| 1948                           | 1953 | 1961 | 1971 | 1981 | 1991 | - |
| ------------------------------ | ---- | ---- | ---- | ---- | ---- | - |
| 160                            | 162  | 188  | 189  | 174  | 176  | - |
| Гистограмма динамики населения |      |      |      |      |      |   |